# Crescênzio Rinaldini
Crescênzio Rinaldini, auch Don Enzo (* 27. Dezember 1925 in Gardone Val Trompia, Provinz Brescia, Italien; † 24. Oktober 2011 in Belo Horizonte, Brasilien), war ein italienischer Geistlicher und römisch-katholischer Bischof von Araçuaí.

## Leben
Crescênzio Rinaldini studierte Philosophie und Theologie am Priesterseminar von Brescia und empfing am 26. Juni 1949 die Priesterweihe. Er hatte ein Diplom in Mathematik und Physik an der Universität Pavia erworben. Er war Pfarrvikar in Cellatica, später Professor am Priesterseminar von Brescia und Diözesanassistent für die Jugend. 1952 ging er in die Mission. Neben seelsorgerischen Tätigkeiten war er zwanzig Jahre lang Direktor und Professor am Priesterseminar São José in Araçuaí im brasilianischen Bundesstaat Minas Gerais.
Papst Johannes Paul II. ernannte ihn am 10. Mai 1982 zum Bischof von Araçuaí. Der Bischof von Brescia, Luigi Morstabilini, spendete ihm am 4. Juli 1982 die Bischofsweihe in der Kathedrale von Brescia; Mitkonsekratoren waren Lucas Moreira Neves OP, Sekretär der Kongregation für die Bischöfe, und Pietro Gazzoli, Weihbischof in Brescia. 
Am 8. August 2001 nahm Johannes Paul II. sein altersbedingtes Rücktrittsgesuch an.